# Brian Oldfield
Brian Oldfield (Elgin, Illinois; 1 de junio de 1945-ibídem, 26 de marzo de 2017) fue un atleta estadounidense especializado en el lanzamiento de peso.
Oldfield comenzó su carrera en la Universidad estatal de Tennessee donde ganó el campeonato del congreso de Ohio tres veces. La universidad reconoció sus logros como atleta y colocó a Oldfield en el salón de la fama del atletismo en 2000.
Después de adquirir experiencia en el deporte, Oldfield compitió en los trials estadounidenses y consiguió clasificarse para competir en los Juegos Olímpicos. Así fue como participó en los Juegos Olímpicos de 1972 en Alemania integrado en el equipo estadounidense de lanzamiento de peso, donde consiguió un diploma olímpico al finalizar en sexto puesto.
En mayo de 1975 Brian Oldfield estableció la plusmarca mundial de lanzamiento de peso con 22,86 m. El récord sería superado en 1987 por Alessandro Andrei con 22,91. Después de conseguir la plusmarca Oldfield cubrió la portada de la revista  Sports Illustrated y apareció en la revista Playgirl.
Brian Oldfield compitió en el hombre más fuerte del mundo en 1978 en el cual acabó séptimo entre 10 competidores. También compitió en los eventos de fuerza de los Juegos de la montaña durante los años 70.